# 解道顯
解道顯（？—？），直隶天津人，清朝政治人物。举人出身。
道光十八年，擔任廣東廣州府永安縣知縣（現紫金縣知縣）。后由魯燮政接任。